# Herbert Walz

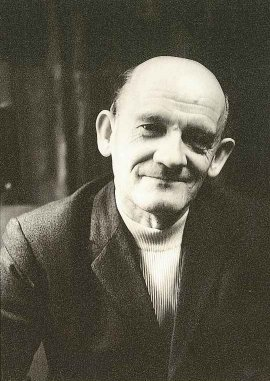
Spätportrait von Herbert Walz in seinem Wohnhaus in Trossingen

Herbert Walz (* 7. November 1915 in Trossingen; † 23. Januar 2002 ebenda) war ein deutscher Schriftsteller und Heimatlyriker. Seine bekanntesten Werke sind der Nachkriegsroman Wenn des Himmels Vorhang reißt, der Heimatroman Die Brombeerpflücker sowie die Kinderbuchreihe über den Zauberlehrling Popilus.

## Leben und Werk
Herbert Walz, 1915 als Sohn des Lehrers und Organisten Gotthilf Walz in Trossingen in Württemberg geboren, widmete sich bereits in seiner frühen Jugend Themen wie Religion, Musik und Literatur und begann früh, Kurzgeschichten und Gedichte zu schreiben.
1940 erschien seine erste Novelle unter dem Titel Reiterei im Morgenrot. Noch während des Zweiten Weltkrieges heiratete Walz die Trossingerin Elisabeth Garbujo. Aus der Ehe gingen vier Töchter hervor. Gegen Ende des Krieges geriet Walz in Kriegsgefangenschaft, welche er in Südfrankreich verbrachte. Danach erschienen mehrere Gedichtbände, die Erzählung Tanz am blauen See sowie der Roman Das Lied der großen Freude über seine Heimatstadt Trossingen, welche zu jener Zeit stark von der Musikinstrumente-Fabrik Hohner geprägt war.
Der Roman Wenn des Himmels Vorhang reißt aus dem Jahr 1959 beschäftigt sich mit dem Schicksal deutscher Kriegsgefangener nach dem Zweiten Weltkrieg und enthält Aufforderungen zur Völkerversöhnung und Menschlichkeit in Tat und Gesinnung. Albert Schweitzer bezeichnete Wenn des Himmels Vorhang reißt als „eines der ergreifendsten Werke über die Nachkriegszeit“.
Es folgen weitere Romane und Gedichtbände, die erfolgreiche Kindermärchentrilogie Der kleine Zauberer Popilus sowie die Kinderbücher Billy Bumm und der alte Riese Fürchtenichts und Das Räubernest im alten Schloss. Die Popilus-Trilogie wurde in mehrere Sprachen übersetzt und zu Kinderhörspielen vertont, für welche Walz teilweise selbst die Begleitmusik komponierte.
In seinem Alterswerk Aus der Erinnerung steigen die Träume zeigte sich Walz erneut als feinsinniger Lyriker.
Walz’ insgesamt über 20 Werke zeichnen sind vor allem durch eine kraftvolle Sprache, einen feinen Humor, einen starken Heimatbezug zu seiner Geburtsstadt Trossingen, der Schwarzwald-Baar- und Bodenseeregion sowie einer starken, religiös geprägten Moralität aus.
Herbert Walz starb am 23. Januar 2002 im Alter von 86 Jahren in seiner Heimatstadt Trossingen.

## Werke
- Reiterei im Morgenrot (1940)
- Brücke in den Morgen (1951)
- Tanz am blauen See (1952)
- Traum und Sendung (1952)
- Das Lied der großen Freude (1954)
- Wenn des Himmels Vorhang reißt (1959)
- Gast auf dieser Erde (1961)
- Das heilige Abenteuer (1961)
- Die Brombeerpflücker (1964)
- Der kleine Zauberer Popilus (1966)
- Abenteuer mit Popilus (1967)
- Meisterzauberer Popilus (1969)
- Das Räubernest im alten Schloß (1972)
- Billy Bumm und der Riese Fürchtenichts (1974)
- Frucht und Stachel (1975)
- Innenernte (1975)
- Aus der Erinnerung steigen die Träume (1989)

| Personendaten    | Personendaten                              |
| ---------------- | ------------------------------------------ |
| NAME             | Walz, Herbert                              |
| KURZBESCHREIBUNG | deutscher Schriftsteller und Heimatlyriker |
| GEBURTSDATUM     | 7. November 1915                           |
| GEBURTSORT       | Trossingen                                 |
| STERBEDATUM      | 23. Januar 2002                            |
| STERBEORT        | Trossingen                                 |